# Spartina anglica
La espartina (Spartina anglica) es una especie botánica de espartillares  originarios del sur de Inglaterra cerca de 1870.

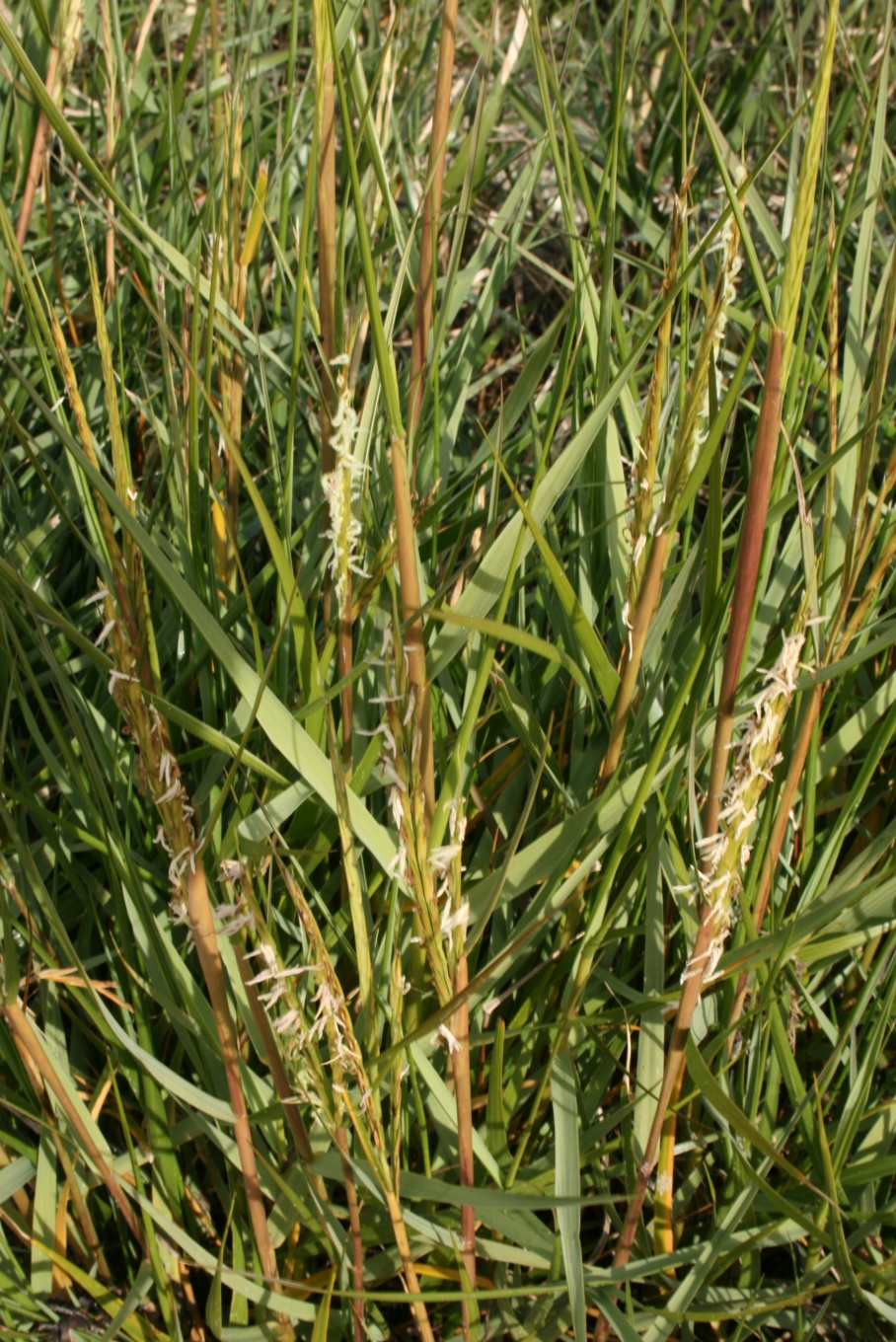
Vista de la planta

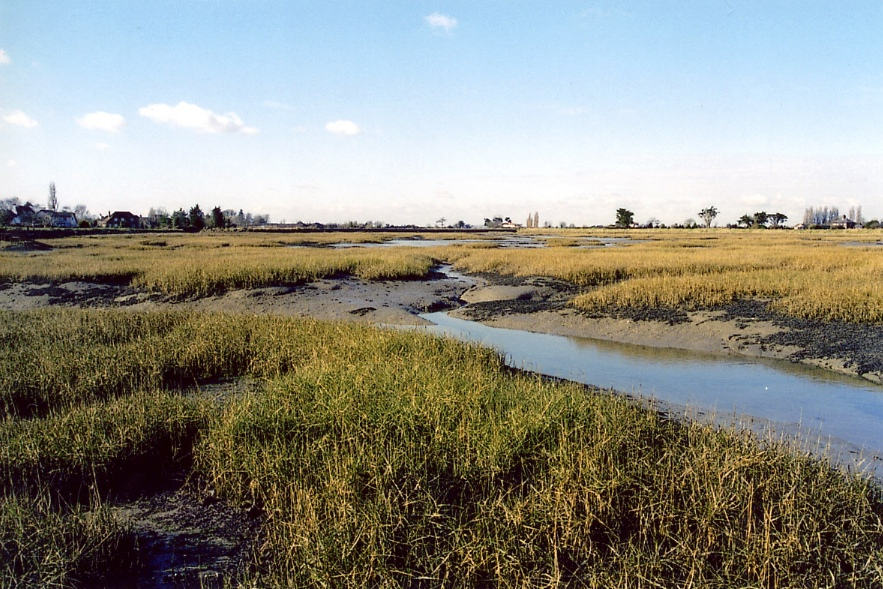
Hábitat

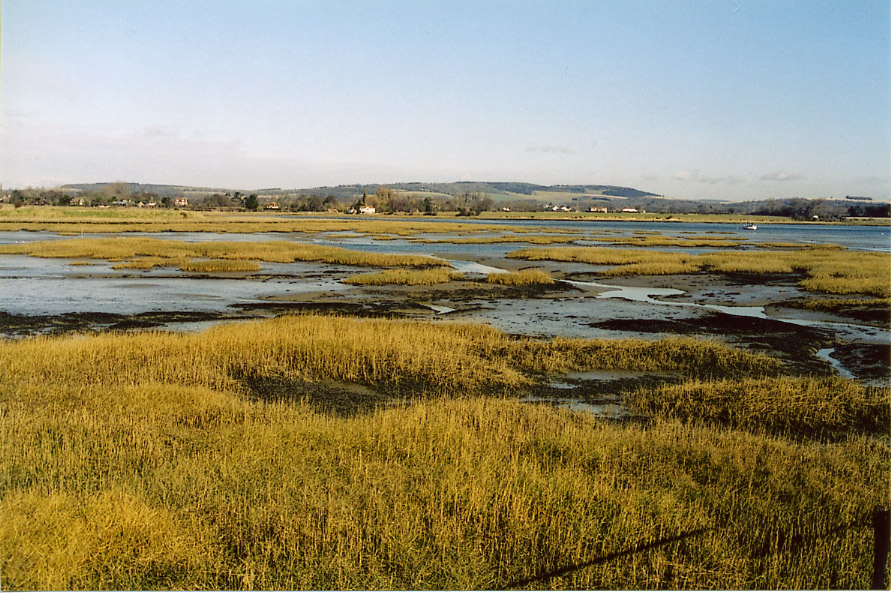
Hábitat

## Historia
Es una especie  alotetraploide  derivada del híbrido Spartina × townsendii, cuyos padres fueron el espartillo nativo europeo Spartina maritima hibridado con el introducido espartillo americano Spartina alterniflora. Está incluida en la lista 100 de las especies exóticas invasoras más dañinas del mundo de la Unión Internacional para la Conservación de la Naturaleza.

## Descripción
Es una herbácea perenne alcanzando 4-15 dm de altura, verde amarillento en primavera-verano, pardo suave en otoño-invierno. Hojas de 2-6 dm de largo, y 15 mm de ancho en la base, afinándose hacia la punta. Da flores y semillas en solo un lado de las ramas. Las flores son verde amarillentas, y pardas en invierno.

### Problemas de invasión
Spartina anglica fue vista al principio como una valiosa  especie nueva para el control de la erosión costera, por su denso sistema radicular, incrementando el depósito de limo. Así fue intensamente plantado en regiones costeras a través de todas las islas británicas,  colonizando grandes áreas de pantanos, volviéndose una especie invasora. Muchas más colonias fueron  estableciéndose, con una densidad muy alta vegetativa, y su dispersión y renovales desde sus rizomas fue rápida, dando una fronda impenetrable a ecosistemas e impidiendo que aves como las Scolopacidae pudieran reproducirse. En algunas áreas sin embargo, ocurrió muerte natural por causas desconocidas, produciendo claros, y allí no hicieron falta medidas artificiales de control.
También fue introducida en Asia, Australia, Nueva Zelanda, América, donde ha probado ser una seria amenaza, causando extenso daño a ecosistemas costeros en todas las áreas.

## Taxonomía
Spartina anglica fue descrita por Charles Edward Hubbard y publicado en Botanical Journal of the Linnean Society 76(4): 364. 1978.
Etimología
Spartina: nombre genérico que deriva de las palabras griegas spartine (una cuerda hecha de esparto, Spartium junceum), refiriéndose a las hojas fibrosas.
anglica: epíteto geográfico latíno que significa "de Inglaterra".
Sinonimia
- Spartina × townsendii var. anglica (C.E.Hubb.) Lambinon & Maquet
- Spartina townsendii var. anglica (C.E. Hubb.) Lambinon & Maquet[5]